# Национално знаме на Малдивите
Националното знаме на Малдивите е прието на 25 юли 1965 година. То е червено със зелен правоъгълник в средата, в който се намира бял полумесец.
Червеният цвят представлява смелостта на националните герои и тяхната готовност да се жертват за родината. Зеленият цвят представлява Кокосовите палми на островите. Белият полумесец представлява мюсюлманите в страната.

## Знаме през годините
- (до 1903)
- (1926 – 1953)
- (1953 – 1965)